# 盾牌 (电视剧)
《盾牌》（英語：The Shield）是一部美國犯罪電視劇，2002年3月12日在FX頻道播出，2008年11月25日完結，總共7季。
劇集發生於加州洛杉磯中一個叫法明頓(the Farm)的虛構地區上，描述一個總部由教堂(the Barn)改建的實驗性警察分局的故事。儘管由麥克·切克里斯飾演的Vic Mackey警探有最多出場機會，其他演員會也演出一些個別貫穿整個劇集的故事。

## 內容
警探Mackey是突擊隊的隊長，一個四人的反幫派隊伍，基於真實存在的LAPD防衛部門(Rampart Division)CRASH(Rampart曾被考慮過作為該劇的名稱。)。突擊隊以以暴易暴的方法來維持街道上的和平，同時維持他們在給予毒品保護及搶劫上的利益。更像一個好辦法，突擊隊做的事不外乎賊贓嫁媧並強迫幫派份子認罪。嘗試給突擊隊增加第五個隊員經常導致全組人的災難。
《盾牌》的主角們經常有一些變化多端的特殊情況，特別是David Aceveda政治上的渴望、Vic Mackey努力挽救失敗的婚姻以及Julien Lowe對聖經上的教誨和他的潛伏性同性戀感到予盾。
通常主題為市民不信任警察、該區毒品或幫派戰爭以及倫理以及政治上的私利。大部分角色被描繪成犯了罪行又做了好事。大部份角色描繪為同時擁有罪惡與美德。舉例：Vic's的愛人與他的孩子對比他對着警察工作的猛烈態度。
《盾牌》由於它的真實而贏得很多讚揚，其中一項特別引人注目的是描繪了洛杉磯幫派的罪行。雖然那些幫派的名字在現實中未被使用，但是那些描寫都是根據真實的幫派。 （页面存档备份，存于）. 名叫"Los Magnificos" (或"Los Mags")的拉丁幫派與Toros在早期是突擊隊的線人，同時黑人的幫派在後期更為突出 。特別是一個自稱One-Niners的幫派在第四季成了主要的幫派，與現實中聲名狼藉的Blood與Crip幫一樣，One-Niners靠着穿着同一種顏色來辯認身份(在本次事件中是紫色)，他們亦有一些故事在 韓國地區，包括招覽更多美國黑幫份子。
為了更進一步增加真實感，該節目只用了少量的背景音樂.

## 季度慨要
第二季在2003年1月7日首次播出，該季主要環繞Mackey管轄區域的毀掉毒品交易規則的一個新的犯毒頭子，Macky計劃搶劫一個美金洗錢圏。
第三季在2004年3月9日首次播出，該季主要環繞在搶劫了洗錢火車後及之後在突擊隊上發生的事情。
第四季在2005年3月15日首次播出，並新加入了一個全職演員Glenn Close，在6月14日結束。該季交代突擊隊的解散及審查一些備受爭議的警察政策。
第五季在2006年1月10日，被分開為兩部分。第一部分由11集組成，於2006年3月21日結束。第二部分，FX稱之為 The Shield第六季，會由10集組成並排定於2006年4月開始拍攝，會在2006年後期或2007年初播出。製作人Shawn Ryan說明這可能是最後一季。
，但於2006年6月5日FX宣佈The Shield會有第七季及最後一季。13集的製作於2007年中旬，預定2007年後期或2008初放映。

## 角色

### 突擊隊
- 警探Vic Mackey (麥克·切克里斯)：突擊隊的隊長。
- 警探Shane Vendrell (華頓·哥金斯)：Vic的朋友，突擊隊的一員。
- 警探Ronnie Gardocki (大衛·里斯·斯內爾)：突擊隊的一員。
- 警探Kevin Hiatt  (Alex O'Loughlin)：突擊隊的一員，代替Curtis Lemansky。

#### 前成員
- 警探Terry Crowley (理德·戴蒙德) (第一季1-2集， 第二季第22集)：一個為David Aceveda與司法部工作的臥底，曾試圖取得突擊隊非法行動的證據，在試驗集數中被Vic Mackey射殺。
- 警探Tavon Garris (Brian White) (第2-3集)：突擊隊的新隊員。與Shane Vendrell打架後發生了一場交通意外令他不適合繼續執勤，因而離開了LAPD。
- 警探Armando "Army" Renta (Michael Peña) (第4季)：Shane Vendrell在第三季後期離開突擊隊後的搭擋。涉及Shane與Antwon Mitchell的非法交易。後來為了避過測謊機測試而與Shane分開。
- Detective Curtis "Lem" Lemansky (Kenny Johnson) (第1-5季)：突擊隊的一員，經常按隊伍的意思辦事。可解為Lemonhead，在第五季被Shane Vendrell殺死。

### 管理部門
- 議員David Aceveda (Benito Martinez): 有政治野心的前警長，在第3及第4季被選入洛杉磯市議會。Vic Mackey其中一個主要對手，但是他們由於各種原因組成不穩定的合作關係。第三季曾在槍口下被強姦，最終為了在監獄中殺死強姦他的人而與黑幫頭子達成協議。
- 警官助手Ben Gilroy (John Diehl) (第一季2, 4, 7, 8, 12, 13集；第二季22、23；第四季43集)：不正當的警察，Vic Mackey的朋友。因一次不動產的陰謀而被捕後被迫離職。後來成為幫助搜集突擊隊證據的污點證人。但最終被迫逃到並死在墨西哥。
- 警官助手Roy Phillips (Nigel Gibbs) (第三季第9集；第四季第1集；第五季第1,10集)：取代Ben Gilroy成為警官助手。明顯是Vic Mackey相熟的人，雖然他們的關係未得到澄清。
- 警長Monica Rawling (格伦·克洛斯) (第四季)：接替David Aceveda成為the Barn的警長。在任期間對要為一項資產沒收行為負上責任；在第四季最終因妨礙DEA在洛杉磯的行動而被解雇。
- Captain Claudette Wyms (CCH Pounder)：一個經驗豐富的警探，"Dutch" Wagenbach一個起伏不定的搭擋。第五季取代Steve Billings成為The Barn的警長。

### 警察
- 警探Holland "Dutch" Wagenbach (傑·卡內斯): Claudette的前搭擋，The Barn中領先的警探。
- 警員Steve Billings (David Marciano) (第四季)：一個稀有的警探，在Monica Rawling離開後成為The Barn的警長。第五季從Claudette手中失去警長的職位後與Dutch搭擋。
- 警員Danielle "Danny" Sofer (Catherine Dent)：希望成為警探的巡警。早期為Julien的訓練警官。與Vic Mackey有一段離離合合的戀情，發生於第五季Danny的兒子Lee出生。
- 警員Julien Lowe (Michael Jace)：巡警，在多集裏有他抑壓同性戀傾向的陪襯情節。Tina Hanlon的訓練警官。
- Officer Tina Hanlon (Paula Garcés) (第五季)：受Julien訓練的警員。一個有魅力的西班牙女警。Dutch亦是她的良師益友。
- Jon Kavanaugh中尉 (Forest Whitaker) (第五季)：調查突擊隊的內部警員。

### 罪犯
- Antwon Mitchell (Anthony Anderson) (第四季)：One-Niners幫首領。罪犯與一般罪行的中心人物，Shane被踢出突擊隊後的「雇主」，由於他的知道Shane做過的事和他曾被對待的方式使他成為突擊隊的最大敵人。因謀殺而在Lompoc監獄服刑。
- Margos Dezerian (Kurt Sutter) (第一季第5集，第三季40-41集)：美國洛杉磯黑手黨的高層成員。在第三季完結時被Vic Mackey所殺。
- Armando "Armadillo" Quintero (Daniel Pino) (第二季14,15,18及21集)：殘忍的墨西哥幫派首領，Shane、Ronnie與Lem在他能透露出Vic曾傷害他之前安排在警方保護下殺死他。
- Kleavon Gardner (Ray Campbell) (Season 4 episodes 6, Season 5 episode 6 & 7)：一個連繯殺手。

#### 幫派
- Armenian Mafia
- One-Niners
- Los Magnificos (或Los Mags)
- Los Toros
- Los Profetas
- El Salvadorans
- The Torucos
- The Biz Lats
- Spookstreet Souljahs
- K-Town Killers
- The Horde (機車幫派)

### 其他
- Corrine Mackey (Cathy Cahlin Ryan): Vic的前妻。
- Becca Doyle (Laura Harring) (第五季)：Kavanaugh調查時突擊隊的辯護侓師。
- Emolia Melendez (Onahoua Rodriguez) (第四季第10, 11及13集，第五季第1, 2, 5, 8, 11集)：一個突擊隊的線人，一個Kavanaugh的秘密證人。

## 瑣事
- Cathy Cahlin Ryan (Corrine Mackey)在現實中與該劇製片人Shawn Ryan結婚，與Michael Chiklis的妻子Michelle是非常要好的朋友。
- Autumn Chiklis (Cassidy Mackey)在現實中是Michael Chiklis的女兒，同樣地在該劇飾演他的女兒。但是Chiklis不允許她觀看該節目。
- 劇中警員帶著的警章與現實中的設計及放在制服中的位置也不相同。這是為了與真實的LAPD劃清界線，LAPD曾反對把他們描繪為腐敗的。
- 警探Ronnie Gardocki與Curtis "Lem" Lemansky的角色不在原計劃之內。警探Lemansky的角色特別為演員Kenny Johnsony於試演Terry Crowley後而設。.同時David Rees Snell，該劇製作人Shawn Ryan的朋友，在試驗集數中出演一個額外的突擊隊隊員。當FX對該劇開綠燈後，他簽約成為一個充滿謎團的警探Ronnie Gardocki。
- 酒精類飲品Corona與Southern Comfort經常被選為突擊隊慶祝時的飲料，在數個季度中他們拜訪的酒吧中也經常出現該飲料的廣告。

### 電子遊戲
在2004年3月3日Sammy Studios發表了The Shield的Xbox及PlayStation 2遊戲版，遊戲種類為第三人稱射擊，由Point of View開發。在2005年3月7日東京Sammy Corporation總公司完成買下Sammy Studios Inc.的管理權並改名為High Moon Studios, Inc。該遊戲於2004年夏季Sammy/Sega合併後中止開發。

## DVD發行
| DVD        | 發行日期 (第一區) |
| ---------- | ----------------- |
| 完整第一季 | 2003年1月7日      |
| 完整第二季 | 2004年1月6日      |
| 完整第三季 | 2005年2月22日     |
| 完整第四季 | 2005年12月26日    |

第二區發行：第一與第二季分別於2003年及2004年發表。但是Sony (Columbia TriStar Home Video的持有人)決定不再發行任何第二區的The Shield。

## 外部連結
- 官方網站 （页面存档备份，存于）
- 互联网电影数据库（IMDb）上《The Shield》的资料（英文）